# Morskoje

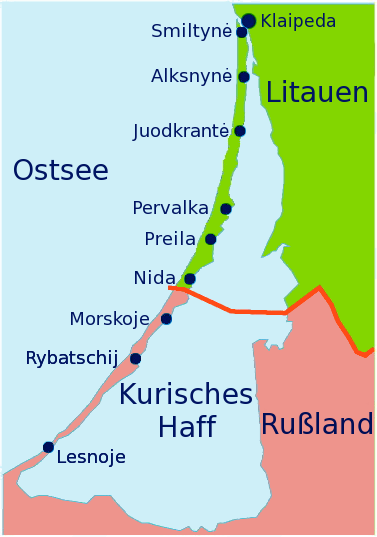
De plaatsen op de Koerse Schoorwal

Morskoje (Морско́е) is een dorp op het Russische gedeelte van de Koerse Schoorwal. Dit deel van de landtong maakt deel uit van de oblast Kaliningrad. De plaats ligt in de rajon Zelenogradsk. Het dorp telde 132 inwoners in 2010. De naam betekent ‘Van de zee’. De plaats ligt 44 kilometer verwijderd van Zelenogradsk, de hoofdplaats van de rajon. Ten noorden van Morskoje ligt de grens met Litouwen. De dichtstbijzijnde Litouwse plaats is Nida, 9 kilometer weg. Op 10 kilometer ten zuiden van Morskoje ligt Rybatsji.
Morskoje behoorde tot 1945 tot Duitsland; tot in 1946 heette het dorp Pillkoppen. In het Litouws werd het Pilkopa genoemd.

## Geschiedenis
De naam Pillkoppen is Nieuw-Koers voor ‘Burchtheuvel’. In 1283 bouwde de Duitse Orde hier een houten burcht met de naam Neuhaus. Van die burcht is niets bewaard gebleven. Tot in het begin van de 18e eeuw werd de plaats Neustadt genoemd; daarna raakte de Koerse naam in gebruik. Overigens verdween het Nieuw-Koers als voertaal snel. Rond 1900 woonde er nog maar één familie die het verstond. In het begin van de 17e eeuw werd de bevolking gedecimeerd door een pestepidemie. Het dorp moest een paar maal worden verplaatst omdat het bedolven dreigde te raken onder wandelende duinen. Tussen 1728 en 1839 bestonden er zelfs twee dorpen: Alt- en Neu-Pillkoppen. Neu-Pillkoppen verdween onder het zand. Pas na 1870 werd het gevaar van het oprukkende duinzand op de schoorwal bedwongen door de systematische beplanting van de duinen om de dorpen heen met dennen. De ‘duinopzichter’ Wilhelm Franz Epha (1828-1904) had de leiding bij deze operatie. Het 61 meter hoge duin ten zuiden van Pillkoppen kreeg in 1891 de naam Ephas Höhe (‘Hoogte van Epha’). Ook in het Russisch is dat nog steeds de naam: Высота Эфа (Vysota Efa).
Tot 1939 viel het dorp Pillkoppen onder de Pruisische Kreis Fischhausen (het huidige Primorsk). In 1939 werden de Kreise Fischhausen en Königsberg-Land samengevoegd tot de Kreis Samland. In deze tijd was het inwoneraantal van Pillkoppen hoger dan nu. In 1939 had het dorp 301 inwoners.
In 1939 werden in het dorp scènes voor de speelfilm Die Reise nach Tilsit opgenomen, onder regie van Veit Harlan.
In januari 1945, op het eind van de Tweede Wereldoorlog, rukte het Rode Leger over de Koerse Schoorwal Oost-Pruisen binnen. Pillkoppen werd toegewezen aan de Russische Socialistische Federatieve Sovjetrepubliek en kreeg in 1946 zijn huidige naam Morskoje. De meeste inwoners, vrijwel allemaal Duitstalig, vluchtten voor het Rode Leger uit naar Duitsland. Zij werden vervangen door inwoners van de Sovjet-Unie, in meerderheid Russen.
Tot 2005 viel Morskoje met Rybatsji en Lesnoj onder de Dorpssovjet Rybatsji.  Tussen 2005 en 2016 heette het gebied Landgemeente Koerse Schoorwal. Sinds 1 januari 2016 valt het Russische deel van de Koerse Schoorwal rechtstreeks onder het districtsbestuur van Zelenogradsk.

## Het dorp
Pillkoppen heeft alleen in het begin van zijn bestaan even een eigen kerk gehad. De meeste inwoners waren luthers en vielen onder het kerspel Rossitten (nu Rybatsji). Deze kerk is nu een Russisch-orthodoxe kerk. De dichtstbijzijnde lutherse kerk in de oblast is in Zelenogradsk. In de jaren tien van de 21e eeuw kreeg Morskoje weer een eigen kerk, een klein houten gebouw.
Er komen weinig toeristen naar Morskoje, al heeft het dorp wel enige accommodatie voor de bezoekers. Sinds 1990 zijn er enkele datsja’s gebouwd. Afgezien daarvan heeft Morskoje van alle nederzettingen op de schoorwal het beste zijn oorspronkelijke karakter van vissersdorp behouden.
De vroegere school is nu een levensmiddelenwinkel.

## Foto’s

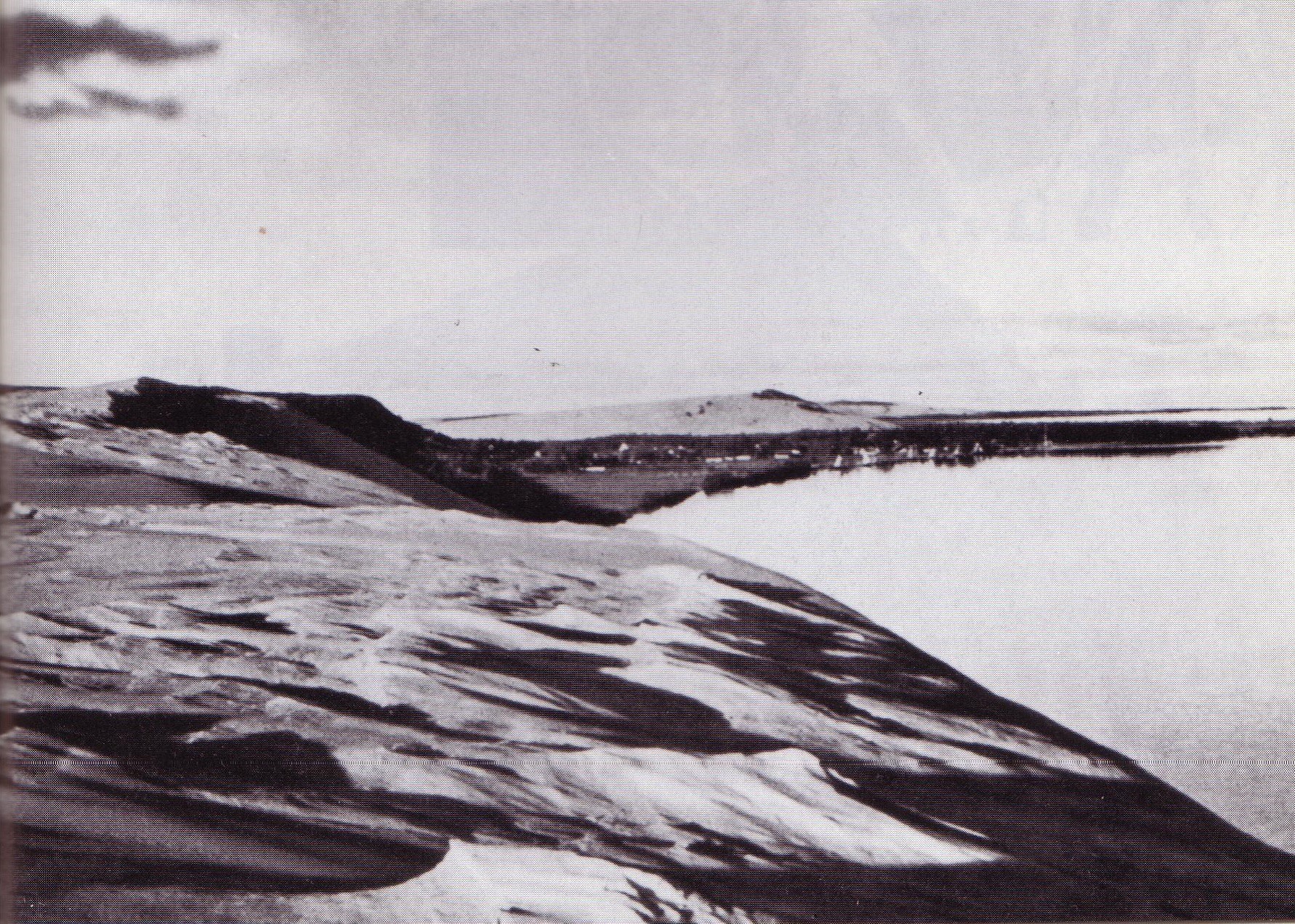
Wandelende duinen bij Pillkoppen (foto van vóór 1890; de duinen waren nog niet beplant)
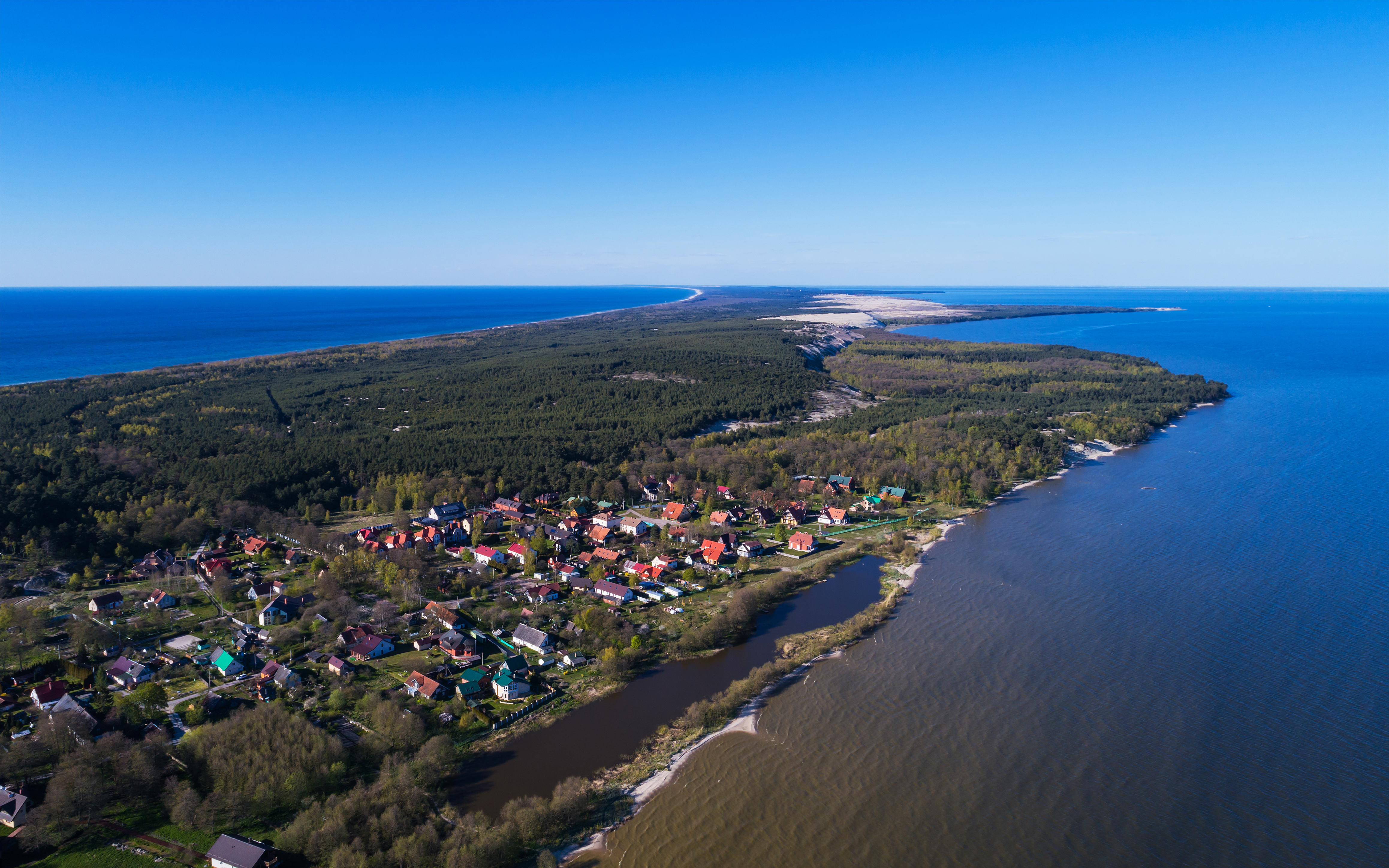
De zuidkant van Morskoje
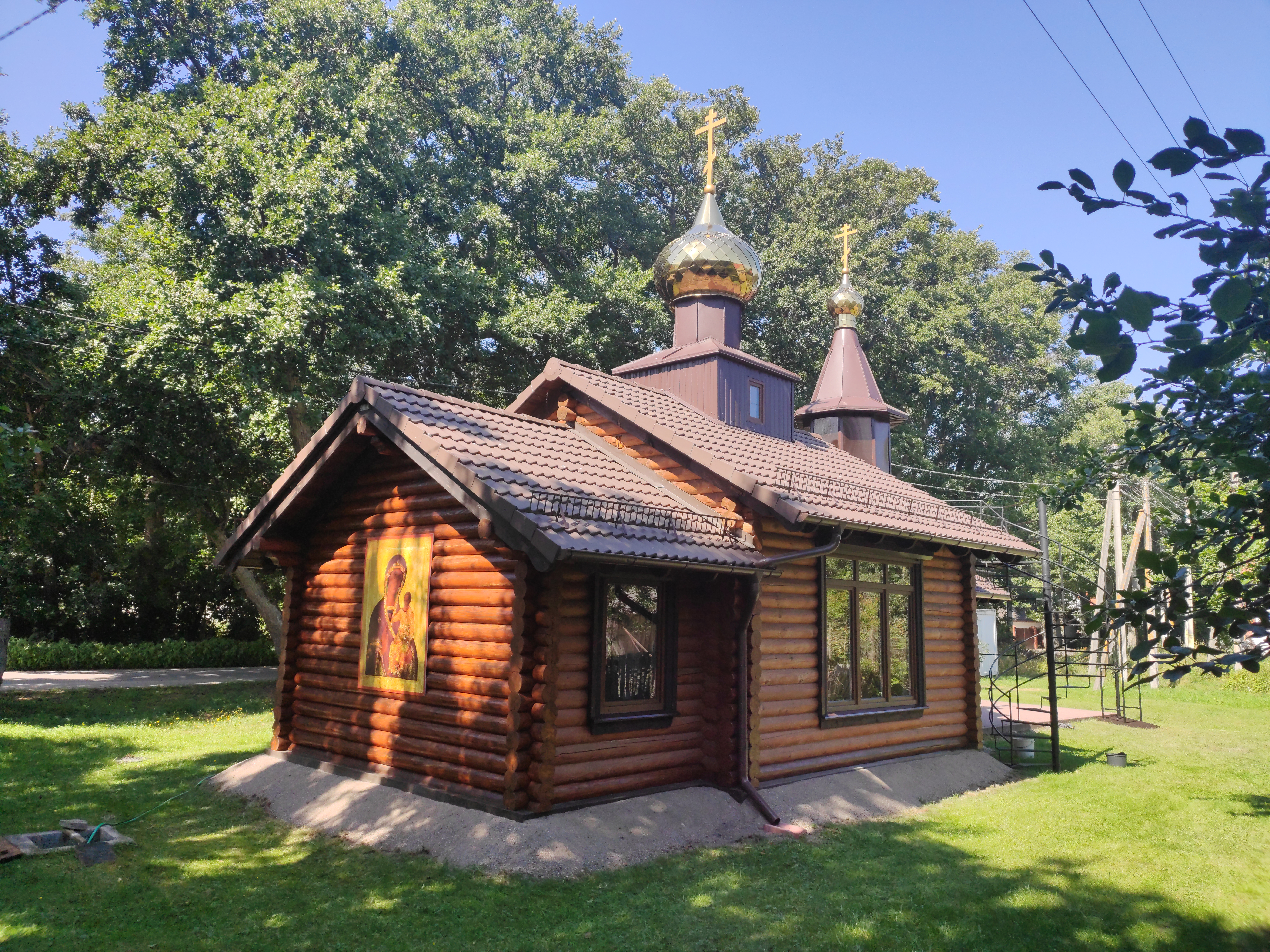
De ‘Kerk van het Icoon van de Moeder Gods te Smolensk’ in Morskoje

Litouwse deel: Smiltynė · Alksnynė · Juodkrantė · Pervalka · Preila · Nida

Russische deel: Morskoje · Rybatsji · Lesnoj